# Kraterosz (hadvezér)
Kraterosz (kb. Kr. e. 370. – Kr. e. 321, görögül Κρατερός) Nagy Sándor egyik makedón hadvezére volt, a diadokhoszok egyike. 
Egy Alekszandrosz nevű makedón nemes fia volt. Katonai sikerein kívül azzal szerzett hírnevet, hogy az évekre idegen tájra került makedónok közül másoknál sokkal makacsabbul ragaszkodott a makedón szokásokhoz. „Kraterosznak valóban nagy neve volt, és Alexandrosz halála után a katonák többsége őt óhajtotta vezérnek, visszaemlékezvén arra, hogy gyakran kockáztatta Alexandrosz neheztelését érdekükben, és amikor az túlzásba vitte a perzsa erkölcsök utánzását, ellenszegült és védelmébe vette hazája ősi szokásait, amelyeket megvetésben részesítettek a hivalkodó pompa miatt,” - írta róla Plutarkhosz
Az isszoszi csatában, i. e. 333-ban ő vezette a perzsák ellen a makedón phalanxot és a balszárny gyalogságát. Hürkaniában Nagy Sándor önálló hadjáratra küldte a tapuriaiak ellen. Az indiaiak ellen vívott Hüdaszpesz folyó melletti csatában (a mai Jhelum közelében) i. e. 326-ban a folyó nyugati partján maradt utóvédet vezette és csak a végkifejlet idejére érkezett a csatába.
A Szúszában tartott ünnepségeken Kraterosz Amasztriszt, III. Dareiosz perzsa király Oxüatresz nevű fiútestvérének lányát vette feleségül (szúzai menyegző).
Később Polüperkhónnal együtt azzal bízták meg, hogy visszavezessen 11 500 veterán katonát Makedóniába. Amikor Nagy Sándor i. e. 323-ban váratlanul meghalt Babilonban, Kraterosz épp Kilikiában volt, ahol hajóhadat épített.
Ókori görög források szerint halála előtt Nagy Sándor gyűrűjét Perdikkasznak adta, meghagyva hogy birodalma szálljon a kratistôi-ra, vagyis a legerősebbre. Egyes tudósok szerint ez esetleg azt jelenthette, hogy Krateroszt kívánta megjelölni örököséül.
I. e. 322-ben Kraterosz Antipatroszt támogatta a lamiai háborúban. A kilikiai flottával Hellaszba hajózott és ő vezette a makedónokat az athéniek köré tömörült görögök ellen a makedónok javára döntő krannoni csatában. Amikor Antigonosz Perdikkaszra és Eumenészre támadt, Kraterosz Antipatrosszal és Ptolemaiossszal együtt csatlakozott hozzá. Feleségül vette Antipatrosz lányát, Philát.
Kraterosz fiát szintén Kraterosznak nevezték és íróként híresedett el.

## Halála
Kraterosz tragikus módon a személyes barátja, Eumenész elleni csatában esett el a Hellészpontosz közelében i. e. 321-ben, a vele szövetséges Neoptolemosszal együtt. Plutarkhosz szerint Krateroszt az Eumenésszel harcoló makedónok annyira tisztelték, hogy a csata előtt Eumenész nem árulta el seregének, ki vezeti az ellenséget, ehelyett azt mondta, az általuk tíz nappal korábban már legyőzött Neoptolemosz tért vissza. A Kraterosz vezette balszárnnyal szembe nem is makedónokat állított, akik felismerhették volna, hanem helybeli lovascsapatokat, akiket Kraterosz megfutamított, egy thrák katona azonban megölte a hadvezért. Neoptolemoszon Eumenész személyesen állt bosszút.